# Blink (Browser-Engine)
Blink ist eine freie Browser-Engine, die im Chromium-Projekt von Google, Intel, Opera Software und Samsung entwickelt wird. Blink wurde im April 2013 angekündigt.
Blink ist eine Abspaltung von WebKit, das seinerseits auf KHTML beruht, und kommt in den Webbrowsern Chrome (ab Version 28), Opera (ab Version 15), Vivaldi, Yandex.Browser, SRWare Iron (ab Version 29), Microsoft Edge sowie Sleipnir (ab Version 4.3.0) zum Einsatz.